# South Hurstville, New South Wales
South Hurstville este o suburbie în Sydney, Australia.